# Меньківська сільська рада
Меньківська сільська рада — колишня адміністративно-територіальна одиниця та орган місцевого самоврядування у Потіївському, Малинському і Радомишльському районах Малинської, Коростенської і Волинської округ, Київської й Житомирської областей Української РСР та України з адміністративним центром у с. Меньківка.

## Населені пункти
Сільській раді були підпорядковані населені пункти:
- с. Меньківка
- с. Городчин
- с. Ходори

## Населення
Відповідно до результатів перепису населення СРСР, кількість населення ради, станом на 12 січня 1989 року, становила 603 особи.
Станом на 5 грудня 2001 року, відповідно до перепису населення України, кількість мешканців сільської ради становила 440 осіб.

## Склад ради
Рада складалась з 12 депутатів та голови.

### Керівний склад сільської ради
| ПІБ                       | Основні відомості                                                                 | Дата обрання | Дата звільнення |
| ------------------------- | --------------------------------------------------------------------------------- | ------------ | --------------- |
| Тарасюк Микола Васильович | Сільський голова, 1962 року народження, освіта, член Комуністичної партії України | 26.03.2006   | 31.10.2010      |
| Близнюк Василь Степанович | Сільський голова, 1959 року народження, освіта вища, безпартійний                 | 31.10.2010   |                 |

Примітка: таблиця складена за даними джерела

## Історія
Створена 1923 року в складі с. Меньківка та хутора Видибор Облітківської волості Радомисльського повіту Київської губернії. 16 січня 1923 року підпорядковано колонію Городчин ліквідованої Городчинської сільської ради та с. Голубівка і хутори Кошарки і Трилядне ліквідованої Голубівської сільської ради Облітківської волості. На вересень 1924 року у підпорядкуванні значилися с. Киянка та хутори Верес і Миньківський. У 1928 році х. Кошарки об'єднаний із х. Трилядне в один населений пункт — х. Трилядне-Кошарки. На 22 лютого 1928 року х. Верес не значився на обліку. 18 грудня 1928 року у кол. Городчин відновлено окрему сільську раду. Станом на 1 жовтня 1941 року с. Голубівка та хутори Видибор, Миньківський і Трилядне-Кошарки не значилися на обліку населених пунктів.
Станом на 1 вересня 1946 року сільська рада входила до складу Потіївського району Житомирської області, на обліку в раді перебувало с. Меньківка.
11 серпня 1954 року, відповідно до указу Президії Верховної ради Української РСР «Про укрупнення сільських рад по Житомирській області», до складу ради приєднано с. Городчин ліквідованої Городчинської сільської ради Потіївського району. 5 березня 1959 року, відповідно до рішення Житомирського ОВК № 161 «Про ліквідацію та зміну адміністративно-територіального поділу окремих сільських рад області», до складу ради включено села Дітинець та Морогівка Облітківської сільської ради Радомишльського району.
На 1 січня 1972 року сільська рада входила до складу Радомишльського району Житомирської області, на обліку в раді перебували села Городчин, Дітинець, Меньківка та Морогівка.
19 березня 1973 року, відповідно до рішення Житомирського облвиконкому № 116 «Про зміни в адміністративно-територіальному поділі Житомирського, Новоград-Волинського і Радомишльського районів», села Дітинець та Морогівка передані до складу відновленої Облітківської сільської ради. 12 серпня 1974 року, відповідно до рішення Житомирського ОВК № 342 «Про зміни в адміністративно-територіальному поділі окремих районів області в зв'язку з укрупненням колгоспів», до складу ради включено с. Ходори Заболотської сільської ради Радомишльського району.
Ліквідована 7 грудня 2017 року через об'єднання до складу Радомишльської міської територіальної громади Радомишльського району Житомирської області.
Входила до складу Потіївського (7.03.1923 р.), Радомишьського (21.01.1959 р., 4.01.1965 р.) та Малинського (30.12.1962 р.) районів.